# Kol'covo
Kol'covo è una località del rajon di Novosibirsk, situata a 25 km dal capoluogo Novosibirsk. È stata fondata il 30 agosto 1979 come insediamento per gli impiegati del Centro nazionale di ricerca in virologia e biotecnologie VEKTOR. Il 17 gennaio 2003 ha ottenuto il titolo di naukograd (città scientifica), che potrà mantenere fino al termine del 2025. È sede di uno dei due laboratori in cui sono contenute le ultime riserve ufficiali del virus del vaiolo, insieme al CDC di Atlanta.